# Stéphane Calais
Stéphane Calais est un artiste contemporain français né le 28 octobre 1967 à Arras.

## Biographie
Stéphane Calais, né en 1967 à Arras, est un artiste , principalement peintre, qui vit et travaille à Paris. Il a étudié aux Beaux-Arts de Nîmes, 1987/1992 puis à l'Institut des Hautes Études en Arts Plastiques 1992/1993, Paris. Nommé en 2007 pour le Prix Fondation entreprise Ricard et en 2008 pour le Prix Marcel Duchamp. Son travail est présent dans différentes collections privées en France, États-Unis, Belgique, Japon ainsi que dans différents musées,, dont le Centre Pompidou.
Il enseigne à la Rijksakademie, Amsterdam, depuis 2008 et à l’école nationale supérieure des Beaux-arts de Paris depuis 2019.

## Texte
« Depuis 1992, Stéphane Calais utilise des techniques diverses qu’il détourne de leurs fonctions habituelles. Le dessin devient monumental, la sculpture, fragile, la peinture apparemment désinvolte. Son travail sauve de l’indifférence les formes désavouées de l’esthétique : illustrations, objets kitsch, dessins d’humour, objets de rebut et autres sont manipulés, transformés jusqu’à ce que surgisse leur essence de fétiche. Il ne décrit pas une réalité de surface mais restitue au contraire une aura au
visible.»
in “Tempérament et caractères selon les sexes”
Éditions VillaRrose, 2007

## Expositions
- Stéphane Calais & Kimber Smith, du 26 janvier au 25 mars 2023, Galerie Loeve&Co, Paris.